# Брини Сирен
Брини Сирен (фр. Bruny Surin, рођен 16. јула 1967. у О Кап Хаитјену на Хаитију) је бивши канадски атлетичар, освајач златне медаље у штафети 4 х 100 метара на Олимпијским играма 1996. у Атланти. Од 2008. члан је Куће славних канадског спорта.